# Skam (TV-serie)
Skam (stiliserat som SKAM) är en norsk webbaserad dramaserie om gymnasieungdomar på Hartvig Nissens skole på västkanten i Norges huvudstad Oslo. Det producerades sammanlagt 4 säsonger och 43 avsnitt av serien mellan åren 2015-2017. Varje säsong med olika huvudrollsinnehavare: Eva Kviig Mohn (Lisa Teige) i den första säsongen, Noora Amalie Sætre (Josefine Frida Pettersen) i den andra, Isak Valtersen (Terjei Sandvik Moe) i den tredje och Sana Bakkoush (Iman Meskini) i den fjärde. 
Serien är producerad av NRKP3 och sändes ursprungligen på seriens hemsida, skam.p3.no, med nya klipp eller andra uppdateringar varje dag som sattes ihop till ett avsnitt varje fredag. Serien har även visats på NRK3 och visades för första gången under 2015.
Serien riktar sig främst till ungdomar som är 15 år och äldre, men har tittare i alla åldrar. Det första avsnittet av Skam är ett av de mest sedda enskilda avsnitten på NRK TV (webb-tv) någonsin. Serien har setts av över 1 miljon människor i Norge, och när det första avsnittet på säsong tre släpptes såg nästan en halv miljon personer på det under det första dygnet. 2015 blev Skam utsedd till bästa TV-serie av NATT&DAG. Serien vann fem priser under Gullruten 2016: Bästa TV-drama, Bästa nya programserie och Årets nyskapning samt priser för Bästa klipp TV-drama (Ida Vennerød Kolstø) och Årets innovation (Julie Andem och Mari Magnus).
I december 2016 meddelades att en fjärde säsong skulle sändas under våren 2017. I samband med premiären av fjärde säsongen i april 2017 stod det klart att det också skulle bli seriens sista.
Skam fick ett mycket gott mottagande och uppmärksammades, även internationellt, bland annat för sina skildringar av sexuella övergrepp (under andra säsongen) och homosexualitet (i samband med tredje säsongen). Den norska seriens internationella framgång ledde till flera adaptioner, bland annat en amerikansk, en fransk, en tysk och en spansk.

## Handling

### Säsong 1
Säsong 1 innehåller sammanlagt 11 avsnitt, och säsongen kretsar kring Eva Mohns liv. Säsongen utspelar sig under första terminen på gymnasiet och Evas kompisgäng formas genom att hon lär känna Noora, Vilde, Sana och Chris.  En stor del av säsongen handlar om Evas turbulenta förhållande med pojkvännen Jonas.

### Säsong 2
Säsong 2 innehåller sammanlagt 12 avsnitt, och med Noora Sætre som huvudkaraktär. Säsongen utspelar sig under vårterminen av första året på gymnasiet på Hartvig Nissens skole, och har särskilt fokus på hennes relation till två år äldre William. Avsnitt 4 i säsongen var en påskspecial och fungerade som en spinoff med ett påskuppehåll då kompisgänget åker iväg till ett fritidshus.

### Säsong 3
Säsong 3 innehåller 10 avsnitt och utspelar sig under höstterminen på huvudkaraktärernas andra år på gymnasiet. Säsongen kretsar kring Isak Valtersen och hans förälskelse i den två år äldre Even. 17-åriga Tarjei Sandvik Moe som spelade huvudpersonen Isak nominerades till Gullruten i kategorin Bästa manliga huvudroll. Säsongen ledde till att serien slog igenom internationellt och blev till ett internetfenomen. Detta ledde även till att många av seriens fans började med shipping mellan Isak och Even.
Säsong 3 ledde också till att transpersoner och homosexuella tittade på tv-serien, eftersom säsongen hade stort fokus på homosexuella relationer och både de människor som står nära homosexuella och samhällets reaktioner på homosexualitet. Inte många vuxna ingriper heller, vilket enligt skaparen är för att hon ville att ungdomarna skulle lösa sina problem själva.

### Säsong 4
Säsong 4 kretsar kring Sana Bakkoush, och trailern släpptes 7 april 2017. Första klippet på Skam-hemsidan släpptes kl. 13:28 måndagen 10 april 2017. Samtidigt som trailern släpptes meddelade NRK att den fjärde säsongen blir tv-seriens sista. Regissören Julie Andem förklarade beslutet med att Skam är en fysiskt väldigt krävande serie att spela in. Säsongen utspelar sig under vårterminen i Sanas andra år på gymnasiet och  sträcker sig över fastemånaden ramadan och avslutas med att karaktärerna firar dess avslutande högtid id al-fitr den 24 juni.

## Koncept och teman
Konceptet är upplagt så att publiken får följa karaktärernas fiktiva liv från dag till dag på Skams webbplats, där korta klipp släpps i realtid för att i slutet av veckan på fredagen tillsammans bilda veckans avsnitt som är det som sänds i sin helhet på NRK. Publiken kan utöver att följa klippen också följa karaktärernas konversationer och liv via deras profiler på sociala medier, som Instagram och Facebook och från och med säsong fyra även via youtube-kanaler som karaktärerna har.
Som nätserie bryter konceptet mot det som kännetecknar exempelvis serier producerade av Netflix, där hela säsonger släpps tillgängliga på en och samma dag. TV-forskaren Gry Cecilie Rustad menar att det som SKAM presenterar ligger nära det sätt som ungdomar konsumerar media, i korta klipp via mobilen, spridd över flera plattformar.
Serien tar upp hur det är att vara i de senare tonåren i Norge idag. Russetiden, det norska studentfirandet och förberedelserna inför det, är ett tema som närvarar genom flera av säsongerna. Vänskap, utanförskap, sex, fest, och religion är också några av de teman som serien tar upp. Serien ger exempel på hur dagens ungdomar hanterar sina känslor och hur de har det i hemmet.
Skam har uppmärksammats för sina skildringar av unga hbtq-personer, vilket var ett särskilt framträdande tema i den tredje säsongen. Den fick exempelvis pris vid Pride-festivalen i Köpenhamn 2017 för hur den berättar historien om sina tre hbtq-karaktärer Isak, Even och Eskild. Frank Berglund, ordförande i RFSL ungdom, skrev ett debattinlägg i Sydsvenskan om betydelsen för unga hbtq-personer att få ta del av berättelsen i seriens tredje säsong.
Universitetet i Oslo har gått ut med att SKAM kommer att kunna studeras både utifrån sitt innovativa mediekoncept och för sitt betydande innehåll. I mars 2017 meddelade de nämligen att SKAM kommer att erbjudas som en kurs inom medievetenskap. Senare i juni samma år, när sista säsongen höll på att avslutas med muslimska Sana i huvudrollen, meddelade de att SKAM kommer kunna studeras inom religionsvetenskapen till hösten 2017.

## Produktionen och distribution
Ursprungligen var seriens syfte att locka fler yngre tittare till NRK:s webbplats. Produktionen av de två första säsongerna av serien kostade 10 miljoner NOK. Samtliga fyra säsonger kostade 32 miljoner NOK. Skaparen av serien, Julie Andem, reste runt i Norge för att försöka skapa en så realistisk scen för serien att utspela sig i som möjligt och studerade målgruppen genom 50 djupintervjuer och i sociala medier. För att hitta de lämpligaste skådespelarna till huvudkaraktärerna lät rollbesättningen över 1000 ungdomar testspela för rollerna. Skådespelarna är själva involverade i hur repliker och manus tas fram och bestäms kort inpå att en scen spelas in, för att kunna vara så dagsaktuell som möjligt, även i musikval. Skådespelarna, som under inspelningarna var i åldrarna 16-20, gav sällan intervjuer medan serien pågick, som enligt NRK var det en medveten strategi för att värna deras privatliv.

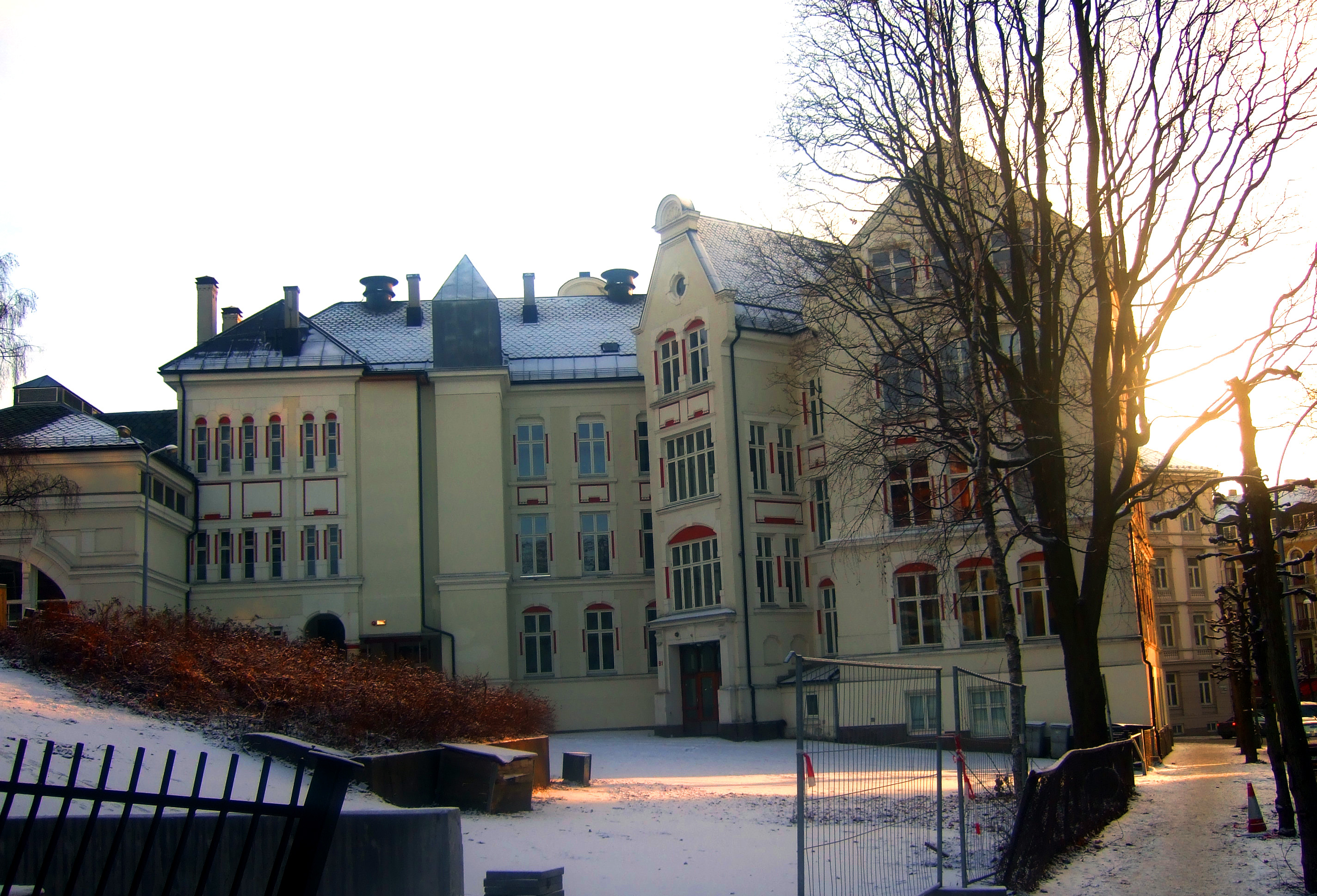
Serien utspelar sig till stor del på Hartvig Nissens skole i Oslo, där den största delen av karaktärerna går.

### Distribution
Sveriges Television köpte in serien under 2016, och alla fyra säsongerna har publicerats på internettjänsten SVT Play. I januari 2017 blev Skam den mest sedda serien någonsin på SVT Play som då hade totalt över 22 miljoner streamningar sedan början av december 2016 och därmed gick om Julkalendern. Det mest sedda avsnittet under den perioden var det allra första, med 1,4 miljoner strömningar på SVT Play. Samma sak gäller för dansk TV där SKAM:s första avsnitt är den mest streamade enskilda programmet någonsin på DR. Genom Nordvision har serien tillgängliggjorts av public service-bolag i alla nordiska länder.

### Adaptioner
2016 köpte även ett företag i USA rättigheterna till serien och kommer göra en engelskspråkig version av serien, lett av den brittiska tv-producenten Simon Fuller. Facebook meddelade i oktober 2017 att de köpt rättigheterna av NRK att sända amerikanska SKAM, "Shame", med avsikt att sända via sin videotjänst Facebook Watch.
I september 2017 tillkännagav den franska nöjessajten AlloCiné att en fransk variant av serien, Skam France, skulle produceras. Serien hade premiär i Belgien och Frankrike i februari 2018, med bland andra Axel Auriant, Philippine Stindel, Marilyn Lima och Assa Sylla i huvudrollerna. I oktober 2017 rapporterades att adaptioner skulle produceras i fem europeiska länder: Frankrike, Spanien, Tyskland, Nederländerna och Italien. I oktober 2018 hade en belgisk adaption premiär. 2019 började Utbildningsradion visa flera av de andra europeiska produktionerna: närmare bestämt den tyska, den franska och den spanska. UR lyfte fram bland annat dess betydelse i undervisningen i moderna språk.

## Roller
| Eva Kviig Mohn               | Lisa Teige               | Huvudroll    | Återkommande | Återkommande | Återkommande |
| Noora Amalie Sætre           | Josefine Frida Pettersen | Återkommande | Huvudroll    | Återkommande | Återkommande |
| Isak Valtersen               | Tarjei Sandvik Moe       | Återkommande | Återkommande | Huvudroll    | Återkommande |
| Sana Bakkoush                | Iman Meskini             | Återkommande | Återkommande | Återkommande | Huvudroll    |
| Jonas Noah Vasquez           | Marlon Valdés Langeland  | Återkommande | Återkommande | Återkommande | Återkommande |
| Vilde Hellerud Lien          | Ulrikke Falch            | Återkommande | Återkommande | Återkommande | Återkommande |
| Christina "Chris" Berg       | Ina Svenningdal          | Återkommande | Återkommande | Återkommande | Återkommande |
| Christoffer "Chris" Schistad | Herman Tømmeraas         | Återkommande | Återkommande | Återkommande | Återkommande |
| Ingrid Theis Gaupseth        | Cecilie Martinsen        | Återkommande | Återkommande | Gäst         | Återkommande |
| Sara Nørrstelien             | Kristina Ødegaard        | Återkommande | Återkommande | Gäst         | Återkommande |
| William Magnusson            | Thomas Hayes             | Återkommande | Återkommande | i.u.         | Återkommande |
| Magnus Fossbakken            | David Alexander Sjøholt  | i.u.         | i.u.         | Återkommande | Återkommande |
| Eskild Tryggvasson           | Carl Martin Eggesbø      | i.u.         | Återkommande | Återkommande | Återkommande |
| Linn Larsen Hansen           | Rakel Øfsti Nesje        | i.u.         | Återkommande | Återkommande | Återkommande |
| Even Bech Næsheim            | Henrik Holm              | i.u.         | i.u.         | Återkommande | Återkommande |
| Mahdi Disi                   | Sacha Kleber Nyiligira   |              |              | Återkommande | Återkommande |
| Emma W. Larzen               | Ruby Dagnall             |              |              | Återkommande | Återkommande |
| Elias Bakkoush               | Simo Mohamed Elhbabi     |              |              |              | Återkommande |
| Yousef Acar                  | Cengiz Al                |              |              |              | Återkommande |
| Mikael Øverlie Boukhal       | Yousef Hjelde Elmofty    |              |              | Gäst         | Återkommande |
| Adam Malik                   | Adam Ezzari              |              |              |              | Återkommande |
| Mutasim Tatouti              | Mutasim Billah           |              |              |              | Återkommande |

### Övriga medverkande
- Theresa Frostad Eggesbø som Sonja
- Arthur Hakalahti som Kasper Folkestad
- Sherin Wahab som Sanas mamma
- Laila Gatonye som tjej i Pepsi-Max-gänget
- Fredrik Vildgren som Nikolai Magnusson
- Justina Diekontaite som Argentina
- Johan Ratvik som Igor
- Elias Selhi som Elias
- Marit Synnøve Berg som Evas mamma
- Gry Antonie Øverby som lärare
- Juweria Hassan som Jamiliah
- Fredrik Aure som Borkis
- Astrid Afejord som Dr Skrulle/Skolläkaren
- Sebastian Andersen som Sebastian
- Ines Asserson som Thea
- Vilde Lindhjem som gamerjente
- Celine Nordheim som Iben
- Liv-Anne Trulsrud som Mari
- Rumen Rainov Ivelinov som Rumen
- Maria Eide som Maria
- Petter Martiniussen som Petter
- Shaun A. Nguema som Shaun
- Alfred Ekker Strande som Alfred
- Asgeir Alvestad Skogseth som Asgeir
- Helene Moltzau Søgård som Helene
- Laura Marie Therese Aniksdal som Laura
- Laila Gatonye som Laila

### Statister
- Jakob Steine
- Erik Aleksander Malm Lien
- Markus Askevold
- Linn Wellerop
- Helene Søgård
- Mathias Dahl
- Eskil Hisdal
- August Damm
- Mathias Walmann
- Nicolas Africanus Gjefle
- Russebussen Hemingway
- Elever från Hartvig Nissens skole
- Gamlebyen sport og fritid
- Lemurgjengen
- Nils Bech[53]
- Astrid Smeplass[54]
- Marius Borg Høiby

## Avsnitt
| Avsnitt (tot.) | Avsnitt (säs.) | Titel                                        | Längd  | Regi och manus | Datum             |
| -------------- | -------------- | -------------------------------------------- | ------ | -------------- | ----------------- |
| 1              | 1              | Du ser ut som en slut                        | 20 min | Julie Andem    | 25 september 2015 |
| 2              | 2              | Jonas, dette er helt dust                    | 17 min | Julie Andem    | 2 oktober 2015    |
| 3              | 3              | Vi er de største loserne på skolen           | 17 min | Julie Andem    | 9 oktober 2015    |
| 4              | 4              | Go for it din lille slut                     | 15 min | Julie Andem    | 16 oktober 2015   |
| 5              | 5              | Hva er det som gjør deg kåt?                 | 19 min | Julie Andem    | 23 oktober 2015   |
| 6              | 6              | Man vet når gutter lyver                     | 23 min | Julie Andem    | 30 oktober 2015   |
| 7              | 7              | Tenker alltid det er meg det er noe gale med | 20 min | Julie Andem    | 13 november 2015  |
| 8              | 8              | Hele skolen hater meg                        | 24 min | Julie Andem    | 20 november 2015  |
| 9              | 9              | Man er det man gjør                          | 21 min | Julie Andem    | 27 november 2015  |
| 10             | 10             | Jeg tenker du har blitt helt psyko           | 21 min | Julie Andem    | 4 december 2015   |
| 11             | 11             | Et jævlig dumt valg                          | 35 min | Julie Andem    | 11 december 2015  |

| Avsnitt (tot.) | Avsnitt (säs.) | Titel                                      | Längd  | Regi och manus | Datum         |
| -------------- | -------------- | ------------------------------------------ | ------ | -------------- | ------------- |
| 12             | 1              | Om du bare hadde holdt det du lovet        | 26 min | Julie Andem    | 4 mars 2016   |
| 13             | 2              | Du lyver til en venninne og skylder på meg | 26 min | Julie Andem    | 11 mars 2016  |
| 14             | 3              | Er det noe du skjuler for oss?             | 36 min | Julie Andem    | 8 mars 2016   |
| 15             | 4              | Jeg visste det var noe rart med henne      | 29 min | Julie Andem    | 25 mars 2016  |
| 16             | 5              | Jeg er i hvert fall ikke sjalu             | 32 min | Julie Andem    | 1 april 2016  |
| 17             | 6              | Jeg vil ikke bli beskytta                  | 24 min | Julie Andem    | 22 april 2016 |
| 18             | 7              | Noora, du trenger pikk                     | 24 min | Julie Andem    | 29 april 2016 |
| 19             | 8              | Du tenker bare på William                  | 41 min | Julie Andem    | 6 maj 2016    |
| 20             | 9              | Jeg savner deg så jævlig                   | 22 min | Julie Andem    | 13 maj 2016   |
| 21             | 10             | Jeg skal forklare alt                      | 49 min | Julie Andem    | 20 maj 2016   |
| 22             | 11             | Husker du seriøst ingenting?               | 30 min | Julie Andem    | 27 maj 2016   |
| 23             | 12             | Vil du flytte sammen med meg?              | 50 min | Julie Andem    | 3 juni 2016   |

| Avsnitt (tot) | Avsnitt (säsong) | Titel                         | Längd  | Regi och Manus | Datum            |
| ------------- | ---------------- | ----------------------------- | ------ | -------------- | ---------------- |
| 24            | 1                | Lykke til Isak                | 27 min | Julie Andem    | 7 oktober 2016   |
| 25            | 2                | Du er over 18, sant?          | 25 min | Julie Andem    | 14 oktober 2016  |
| 26            | 3                | Nå bånder dere i overkant mye | 22 min | Julie Andem    | 21 oktober 2016  |
| 27            | 4                | Keen på å bade                | 20 min | Julie Andem    | 28 oktober 2016  |
| 28            | 5                | Samme tid et helt annet sted  | 30 min | Julie Andem    | 4 november 2016  |
| 29            | 6                | Escobar season                | 19 min | Julie Andem    | 18 november 2016 |
| 30            | 7                | Er du homo?                   | 23 min | Julie Andem    | 25 november 2016 |
| 31            | 8                | Mannen i mitt liv             | 30 min | Julie Andem    | 2 december 2016  |
| 32            | 9                | Det går over                  | 18 min | Julie Andem    | 9 december 2016  |
| 33            | 10               | Minutt for minutt             | 33 min | Julie Andem    | 16 december 2016 |

| Avsnitt (tot.) | Avsnitt (säs.) | Titel                         | Längd  | Regi och manus | Datum         |
| -------------- | -------------- | ----------------------------- | ------ | -------------- | ------------- |
| 34             | 1              | Du hater å henge med oss      | 25 min | Julie Andem    | 14 april 2017 |
| 35             | 2              | Jeg er gutt, jeg får ikke hat | 18 min | Julie Andem    | 21 april 2017 |
| 36             | 3              | Hva mener du om drikking?     | 28 min | Julie Andem    | 28 april 2017 |
| 37             | 4              | Allah hadde digget deg        | 20 min | Julie Andem    | 5 maj 2017    |
| 38             | 5              | Hvis du er trist er jeg trist | 30 min | Julie Andem    | 12 maj 2017   |
| 39             | 6              | Har du en dårlig dag?         | 20 min | Julie Andem    | 26 maj 2017   |
| 40             | 7              | Vi må stå sammen              | 30 min | Julie Andem    | 2 juni 2017   |
| 41             | 8              | De største loserne på skolen  | 36 min | Julie Andem    | 9 juni 2017   |
| 42             | 9              | Livet smiler                  | 40 min | Julie Andem    | 16 juni 2017  |
| 43             | 10             | Takk for alt                  | 59 min | Julie Andem    | 24 juni 2017  |

## Utmärkelser och nomineringar
| År   | Organisation      | Kategori                   | Nominerad(e)                       | Result    | Ref.          |
| ---- | ----------------- | -------------------------- | ---------------------------------- | --------- | ------------- |
| 2016 | Gullruten         | Bästa TV-drama             | i.u.                               | Vann      | [ 55 ]        |
| 2016 | Gullruten         | Bästa nya programserie     | i.u.                               | Vann      | [ 55 ]        |
| 2016 | Gullruten         | Årets nyskapning           | i.u.                               | Vann      | [ 55 ]        |
| 2016 | Gullruten         | Bästa klipp TV-drama       | Ida Vennerød Kolstø                | Vann      | [ 55 ]        |
| 2016 | Gullruten         | Årets nykomling            | Julie Andem, Mari Magnus           | Vann      | [ 55 ]        |
| 2016 | Föreningen Norden | Nordens språkpris          | i.u.                               | Vann      | [ 56 ]        |
| 2017 | Gullruten         | Bästa manus TV-drama       | Julie Andem                        | Vann      | [ 57 ] [ 58 ] |
| 2017 | Gullruten         | Bästa regi TV-drama        | Julie Andem                        | Vann      | [ 57 ] [ 58 ] |
| 2017 | Gullruten         | Bästa TV-drama             | i.u.                               | Nominerad |               |
| 2017 | Gullruten         | Årets TV-ögonblick         | O helga natt                       | Vann      |               |
| 2017 | Gullruten         | Publikens pris             | Tarjei Sandvik Moe och Henrik Holm | Vann      |               |
| 2017 | Gullruten         | Bästa manliga skådespelare | Tarjei Sandvik Moe                 | Nominerad | [ 59 ]        |
| 2017 | Årets Peer Gynt   | i.u.                       | i.u.                               | Vann      | [ 60 ]        |